# Evropa 2
Radio Evropa 2 (czyt. ewropa dwie) – czeska prywatna stacja radiowa z siedzibą w Pradze. Jest to ogólnokrajowe radio o formacie muzycznym CHR skierowane do młodych ludzi.

## Historia
Założycielem stacji był Michel Fleischmann, syn czeskiego dyplomaty we Francji. Po upadku rządu komunistycznego na terenie Czechosłowacji, postanowił na rodzinnych ziemiach utworzyć stację radiową. Dzięki pomocy francuskiej stacji Europe 2, pierwsza prywatna stacja radiowa w Czechach rozpoczęła nadawanie 21 marca 1990 roku, początkowo pod nazwą Europa 2. Program składał się głównie z retransmisji programu francuskiego odpowiednika stacji, przeplatanego lokalnym, praskim programem. Na końcu roku 1991, rozgłośnia uzyskała – jako pierwsza w kraju – legalną tzw. eksperymentalną licencję na nadawanie w Pradze na częstotliwości 88,2 FM.
W latach 1990 rozgłośnia skupiała się przede wszystkim na poszerzaniu swojego zasięgu i uatrakcyjnianiu oferty programowej. W tych latach w programie występowały również lokalne pasma, nadawane głównie nocą.
W 1999 roku nastąpiły zmiany w formule radia. Zaczęto skupiać się na grupie docelowej odbiorców w wieku 12–30 lat. Zmienione zostaje logo dźwiękowe, zamiast śpiewanego „Radio Evropa” i „domawianej” końcówki „2”, usunięto z logo człon „Radio”, w wyniku czego cała nazwa stacji „Evropa 2” jest wyśpiewywana.
23 Kwietnia 2006 roku znak graficzny radia zostaje zmieniony na obecny. Pierwotne graficzne logo, będące czeską kopią loga francuskiej „Europy 2”, zostaje zmodernizowane – nawiązując mimo zmian do swojego pierwotnego kształtu.
W 2009 roku, grupa Lagardère utworzyła na rynku słowackim mutację stacji z Pragi pod nazwą Europa 2 (czyt. europa dwa). Pierwsze dźwięki stacji popłynęły w eter 12 grudnia 2009 na częstotliwościach zajmowanych dotychczas przez sieć Radio OKEY. Program słowackiej siostrzanej stacji nadawany jest ze studia w Bratysławie.
Radio Evropa 2 należy do grupy medialnej Lagardère Active Radio International. Liner radia to: „MaXXimum muziky”. W Polsce stację Evropa 2 można odbierać na południowym zachodzie kraju.